# United Arab Emirates Tri-Nation Series 2023/24
Die United Arab Emirates Tri-Nation Series 2023/24 waren einen Cricket-Turnier im ODI-Format und eine Twenty20-Serie, die in den Vereinigten Arabischen Emiraten ausgetragen wurden. Die ODI-Serie war Bestandteil der ICC Cricket World Cup League 2 2024–2026. An dem ODI-Serie traten neben dem Gastgeber aus den Vereinigten Arabischen Emiraten die Nationalmannschaften aus Schottland und Kanada gegeneinander an. Die Twenty20-Serie wurde zwischen den Vereinigten Arabischen Emiraten und Schottland gespielt. Die beiden Serien wurden zwischen dem 28. Februar und 14. März 2024 ausgetragen. Kanada gewann den ODI-Turnier, während Schottland sich mit 2−1 in der Twenty20-Serie durchsetzte.

## Vorgeschichte
Die Vereinigten Arabischen Emirate spielten zuvor eine Twenty20-Serie gegen Afghanistan, während Kanada eine Tour in Nepal bestritt. Für Schottland war es die erste Tour der Saison.

## Stadion
Als Austragungsort wurde das folgende Stadion ausgewählt.
| Stadion                             | Stadt | Kapazität | Spiele |
| ----------------------------------- | ----- | --------- | ------ |
| Dubai International Cricket Stadium | Dubai | 25.000    |        |

## Tour Matches
| 24. Februar | Dubai | Schottland 206 (48.1)                              | – | United Arab Emirates Falcons 207-7 (40.1) |
|             |       | United Arab Emirates Falcons gewinnt mit 3 Wickets |   |                                           |

| 25. Februar | Dubai | United Arab Emirates Falcons 241-9 (50) | – | Kanada 245-5 (47.1) |
|             |       | Kanada gewinnt mit 5 Wickets            |   |                     |

| 26. Februar | Dubai | United Arab Emirates Falcons 225 (49) | – | Schottland 226-8 (47.3) |
|             |       | Schottland gewinnt mit 2 Wickets      |   |                         |

## United Arab Emirates Tri-Nation Series 2023/24

### Format
In einer Gruppe spielte jede Mannschaft gegen jede andere zwei Mal. Für einen Sieg gab es zwei, für ein Unentschieden oder No Result einen Punkt.

### Kaderlisten
Die Kader wurden kurz vor dem Turnier bekanntgegeben.
| ODI | ODI | ODI |
| Kanada | Schottland | Ver. Arab. Emirate |
| --- | --- | --- |
| - Saad Bin Zafar (K) - Dilpreet Bajwa - Uday Bhagwan - Navneet Dhaliwal - Nikhil Dutta - Dilon Heyliger - Aaron Johnson - Nicholas Kirton - Ammar Khalid - Shreyas Movva (wk) - Kaleem Sana - Pargat Singh - Ishwarjot Sohi - Harsh Thaker - Srimantha Wijeratne (wk) | - Richie Berrington (K) - Matthew Cross (wk) - Bradley Currie - Scott Currie - Chris Greaves - Ollie Hairs - Michael Leask - Brandon McMullen - George Munsey - Safyaan Sharif - Chris Sole - Hamza Tahir - Charlie Tear - Andrew Umeed - Mark Watt - Brad Wheal | - Muhammad Waseem (K) - Aayan Afzal Khan - Vriitya Aravind (wk) - Rahul Bhatia - Rahul Chopra - Basil Hameed - Asif Khan - Zahoor Khan - Akif Raja - Omid Shafi Rahman - Alishan Sharafu - Sanchit Sharma - Junaid Siddique - Tanish Suri (wk) - Zuhaib Zubair |

### Spiele
Tabelle
| Teams              | Sp. | S | N | NR | P | NRR    |
| ------------------ | --- | - | - | -- | - | ------ |
| Kanada             | 4   | 4 | 0 | 0  | 8 | +0.498 |
| Schottland         | 4   | 1 | 2 | 1  | 3 | +0.381 |
| Ver. Arab. Emirate | 4   | 0 | 3 | 1  | 1 | −1.072 |

Spiele
| 28. Februar Scorecard | Dubai | Ver. Arab. Emirate 194 (47.5) | – | Kanada 198-7 (47.4) |
|                       |       | Kanada gewinnt mit 3 Wickets  |   |                     |

Kanada gewann den Münzwurf und entschieden sich als Feldmannschaft zu beginnen. Als Spieler des Spiels wurde Nicholas Kirton ausgezeichnet.
| 1. März Scorecard | Dubai | Schottland 215-8 (50)        | – | Kanada 220-3 (40.3) |
|                   |       | Kanada gewinnt mit 7 Wickets |   |                     |

Kanada gewann den Münzwurf und entschieden sich als Feldmannschaft zu beginnen. Als Spieler des Spiels wurde Pargat Singh ausgezeichnet.
| 3. März Scorecard | Dubai | Ver. Arab. Emirate 132 (45)      | – | Schottland 137-2 (23.4) |
|                   |       | Schottland gewinnt mit 8 Wickets |   |                         |

Schottland gewann den Münzwurf und entschieden sich als Feldmannschaft zu beginnen. Als Spieler des Spiels wurde Bradley Currie ausgezeichnet.
| 5. März Scorecard | Dubai | Kanada 241-6 (49.4/49.4)               | – | Ver. Arab. Emirate 228-8 (46/46) |
|                   |       | Kanada gewinnt mit 8 Runs (D/L method) |   |                                  |

Ver. Arab. Emirate gewann den Münzwurf und entschieden sich als Feldmannschaft zu beginnen. Als Spieler des Spiels wurde Harsh Thaker ausgezeichnet.
| 7. März Scorecard | Dubai | Schottland 197 (47.3)        | – | Kanada 200-5 (45.3) |
|                   |       | Kanada gewinnt mit 5 Wickets |   |                     |

Kanada gewann den Münzwurf und entschieden sich als Feldmannschaft zu beginnen. Als Spieler des Spiels wurde Harsh Thaker ausgezeichnet.
| 9. März Scorecard | Dubai | Ver. Arab. Emirate | – | Schottland |
|                   |       | Spiel abgesagt     |   |            |

Das Spiel wurde wegen ankommenden Regensturms abgesagt und für ein späteres Datum ausgesetzt. Am 27. März 2024 hat die ICC das Spiel offiell als „absesagt“ eingestuft. Das Spiel wurde in 2025 wiederholt.

## Twenty20 Internationals zwischen den Vereinigten Arabischen Emiraten und Schottland

### Kaderlisten
Die Kader wurden kurz vor dem Turnier bekanntgegeben.
| Twenty20 | Twenty20 | Twenty20 |
| Ver. Arab. Emirate | Schottland |          |
| --- | --- | -------- |
| - Muhammad Waseem (K) - Vriitya Aravind (wk) - Rahul Chopra - Basil Hameed - Nilansh Keswani - Aayan Afzal Khan - Aryan Lakra - Hazrat Luqman - Omid Rahman - Akif Raja - Alishan Sharafu - Junaid Siddique - Tanish Suri (wk) - Ashwanth Valthapa - Zuhaib Zubair | - Richie Berrington (K) - Matthew Cross (wk) - Bradley Currie - James Dickinson - Chris Greaves - Ollie Hairs - Jack Jarvis - Michael Leask - Gavin Main - Brandon McMullen - George Munsey - Safyaan Sharif - Chris Sole - Andrew Umeed - Mark Watt |          |

### Erstes Twenty20 in Dubai
| 11. März Scorecard | Dubai | Schottland 147-8 (20)                    | – | Ver. Arab. Emirate 149-2 (17.4) |
|                    |       | Ver. Arab. Emirate gewinnt mit 8 Wickets |   |                                 |

Ver. Arab. Emirate gewann den Münzwurf und entschieden sich als Feldmannschaft zu beginnen. Als Spieler des Spiels wurde Junaid Siddique ausgezeichnet.

### Zweites Twenty20 in Dubai
| 13. März Scorecard | Dubai | Schottland 121-8 (20)         | – | Ver. Arab. Emirate 112-9 (20) |
|                    |       | Schottland gewinnt mit 9 Runs |   |                               |

Ver. Arab. Emirate gewann den Münzwurf und entschieden sich als Feldmannschaft zu beginnen. Als Spieler des Spiels wurde Jack Jarvis ausgezeichnet.

### Drittes Twenty20 in Dubai
| 14. März Scorecard | Dubai | Schottland 94 (19.4)           | – | Ver. Arab. Emirate 62 (15.2) |
|                    |       | Schottland gewinnt mit 32 Runs |   |                              |

Ver. Arab. Emirate gewann den Münzwurf und entschieden sich als Feldmannschaft zu beginnen. Als Spieler des Spiels wurde Bradley Currie ausgezeichnet.